# Nueces River
Der Nueces River (span.: Río Nueces) ist ein 507 km langer Strom in Texas. Der spanische Name Río Nueces heißt auf Deutsch so viel wie „Nüsse-Fluss“. Den Namen gaben ihm Siedler, die am Flussufer viele Pekannussbäume entdeckten.

## Geographie
Der Strom entspringt nordwestlich von San Antonio auf dem Edwards Plateau im Real County, etwa 80 Kilometer nördlich von Uvalde. Danach fließt er südwestlich durch die Region Texas Hill Country. Östlich von Carrizo Springs wendet er sich Richtung Osten und fließt durch Südtexas. Bei Mathis bildet er den Stausee Lake Corpus Christi. Danach fließt er noch durch Corpus Christi und mündet in die Corpus Christi Bay, eine Nebenbucht des Golfs von Mexiko.

## Geschichte
Im Mexikanisch-Amerikanischen Krieg verlangten die Mexikaner das Gebiet bis zum Nueces River, die US-Amerikaner das bis zum Rio Grande.
Am 10. August 1862 kam es hier zum Massaker am Nueces River 1862, begangen von der Südstaaten-Kavallerie an deutschstämmigen Bürgerkriegsflüchtlingen.